# Dzieciątko z Mâcon
Dzieciątko z Mâcon (ang. The Baby of Mâcon) – film kostiumowy w reżyserii Petera Greenawaya z 1993 roku.

## Treść
Akcja toczy się w XVII wieku w mieście położonym na terenie Burgundii. Miasto nawiedza klęska nieurodzaju. Jednak klęska ta kończy się za sprawą narodzin cudownego dziecka. Siostra tego dziecka, licząc na korzyści materialne podaje się za jego matkę, równocześnie przypisując sobie niepokalane poczęcie. Także inne osoby i instytucje, w tym Kościół, usiłują na różne sposoby wykorzystać fakt istnienia tego dziecka dla zdobycia profitów i władzy...

## Główne role
- Julia Ormond – Córka
- Ralph Fiennes – Syn biskupa
- Philip Stone – Biskup
- Jonathan Lacey – Medyk
- Don Henderson(inne języki) – Ojciec spowiednik
- Celia Gregory(inne języki) – Matka przełożona
- Jeff Nuttall(inne języki) – Majordomus
- Jan Sepers – Carpaccio
- Leslie Cuss – Drugi guwerner
- Diana Van Kolck – Matka
- Jessica Hynes – Pierwsza położna
- Kathryn Hunter(inne języki) – Druga położna